# Modrići
Modrići (Modrich), stara hrvatska plemićka obitelj iz zaleđa Zadra, čiji su preci u XIII. stoljeću prešli u Liku i Krbavu. Nakon turskih osvajanja Like i Krbave krajem XV. i početkom XVI. stoljeća prelaze u Hrvatsko zagorje, a grana Modrića iz zadarskog zaleđa početkom XVIII. stoljeća u Senj. 
Ogranci ove plemićke obitelji naselili su se, početkom XVI. stoljeća, u Hrvatsko zagorje u Varaždinsku i Križevačku županiju. U zapisu o svjedočenju više od 420 plemića Zagrebačke i Križevačke županije od 1. kolovoza 1519. godine, a u sporu turopoljskih plemenitaša protiv  Jurja Brandenburga spominju se i plemići Mirko i Andrija Modrić (Mwdrich de Czunovecz) iz Cunovca. Mjesto Cunovec se nalazilo u nekadašnjoj Križevačkoj županiji nedaleko od današnjih naselja Ljubešćica, Kapela Kalnička, Čurilovec i Pišćanovec. Toponim Czunovec se u raznim pravnim spisima Križevačke županije spominje sve do početka XIX. stoljeća
U vrijeme turskih prodora krajem XVI. stoljeća dio Modrića prebiva u Varaždinu gdje nastaje drugi oblik prezimena Modrović.  Dio se iseljava u Mađarskuu okolicu Győra odakle potječu Modrići koji su dobili novu grbovnicu 1791. godine.
Ivan Modrić zajedno s plemićima Andrijom Žustom, Martinom Jakušem, Stanislavom Sišćanom, Jurjem Bočanijem, Jurjem Gredeljem, Ivanom Draganićem, Jurjem Ivankom, Grgurom i Markom Horžićem, Ivanom Horgom i Markom Kurtićem dobiva 18. lipnja 1647. posjede Pišćanovec i Čurilovec darovnicom Ivana III. Draškovića. Od tog perioda potomci Modrića žive, pored Senja i u Leskovcu Topličkom i u Hrastovcu Topličkom. S tim da se korijeni modrića u Leskovcu Topličkom i Hrastovcu Topličkom mogu pratiti unazad do 1519. godine. Ivan Modrić je bio pisar Jurja Otmića vlasnike djela Martijanca.
Godine 1649. Hrvatski sabor jednoglasno potvrđuje grbovnicu za Nikolu Modrića i njegovu braću - Stjepana, Tomu i Ivana. Nikola Modrić je bio oženjen s Katarinom. 
Nova grbovnica podjeljena od Leopolda II u Beču 21. srpnja 1791., a potvrđeno u Hrvatskom saboru 1792. za braću Ivana, Petra Martina i Mihaela Modrović drugačije Modrić. Djeca Ivan Modrića i supruge mu Elizabete Janko su: Ivan Nepomuk,Jospi Aleksandar, Stjepan Ignacije, Franjo Xaver, Nikola Leopold, Antun Franjo, Ana Ivana i Franciska Elizabeta. Dok je Petar Martin iz braka sa ženom Barbare Bontz imao jednog sina Ignacija, a iz drugog braka s Barbarom Zlinsky djeca su: Josip, Ana i Barbara. Djeca Mihaela sa suprugom Katarinom Ratz su: Juraj, Martin, Josip, Stjepan, Mihael, Katarina Elizabeta i Ana. To su potomci Modrića iz Varaždinske županije u Hrvatskoj čiji potomci danas žive u Mađarskoj u Đursko-mošonjsko-šopronskoj, Bila i Peštanskoj županiji
Potomci i danas žive u Hrvatskoj u Varaždinskoj županiji.

## Rodoslovlje roda Modrić